# Desplazamiento de la estela por efecto de la costura
La desplazamiento de la estela por efecto de la costura es un fenómeno aerodinámico que se produce en las pelotas de béisboly en las de tenis. El término fue acuñado en 2019 por Andrew Smith durante su trabajo sobre el fenómeno con Barton L. Smith (sin relación alguna) en la Universidad Estatal de Utah. Nazmus Sakib y John Garrett también contribuyeron a los primeros trabajos.

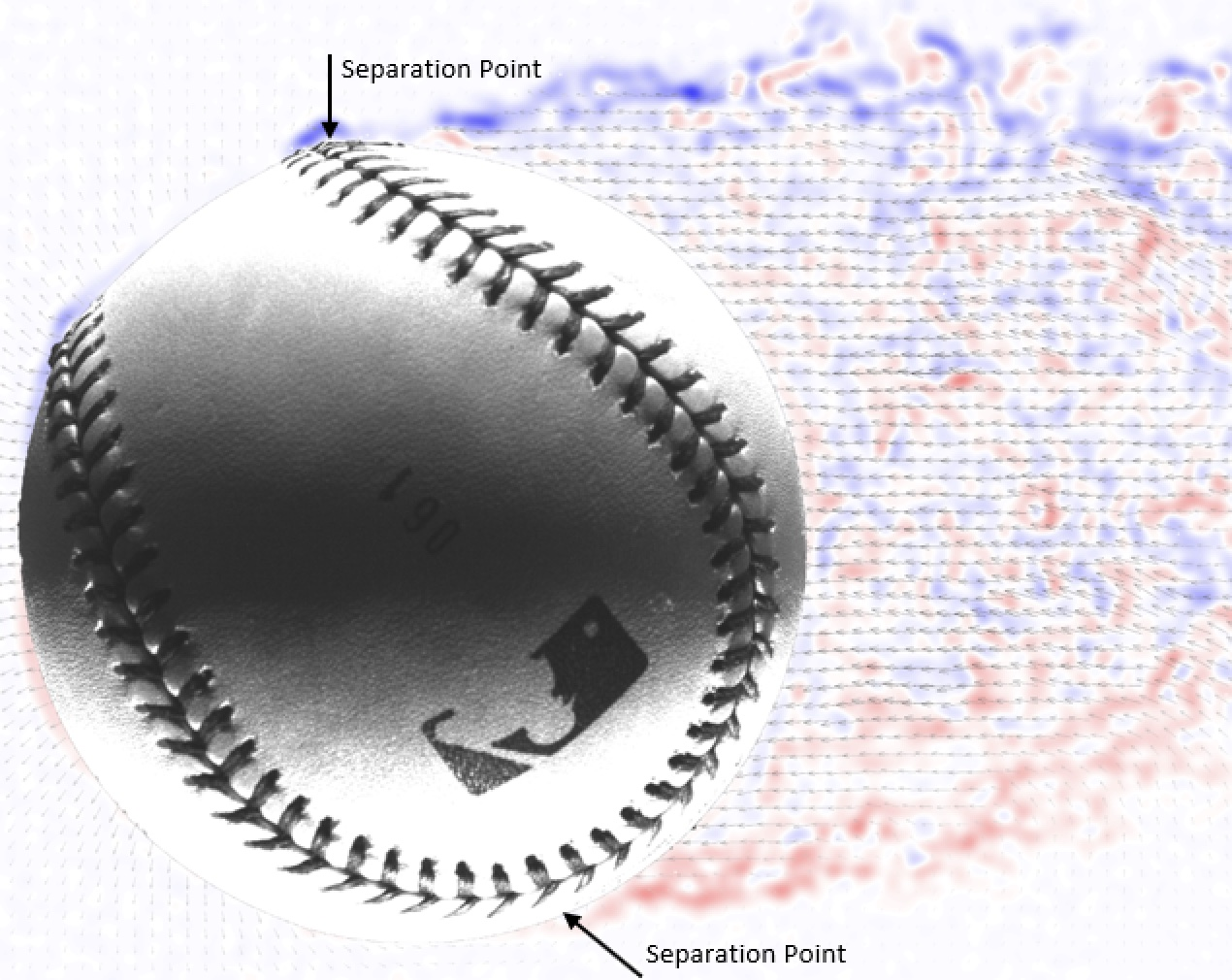
Imagen de velocimetría de partículas de una pelota de béisbol a 90 mph

El grupo de la Universidad Estatal de Utah demostró que las costuras de las pelotas de béisbol de la Major League Baseball (MLB), cuando se encuentran en posiciones específicas con respecto a la dirección de la pelota, obligan a la capa límite a desprenderse antes (más cerca de la parte delantera de la pelota) de lo que lo haría normalmente. Si esto ocurre en un lado de la pelota y no en el lado opuesto, se produce una fuerza neta. Esta fuerza puede ser similar en magnitud a la causada por el giro, es decir por el efecto Magnus.
En la imagen de velocimetría de partículas que se muestra, la costura de la parte superior de la pelota está provocando un desprendiminto o formación de estela, en la parte superior más cercana a la parte delantera de la pelota de lo normal. La separación en la parte inferior de la pelota se encuentra en la ubicación normal.
El movimiento resultante de este efecto ya había sido observado por otros anteriormente y lo denominaron «efecto laminar», basándose en la idea errónea de que las partes lisas de la pelota provocaban una capa límite laminar más propensa a la separación que una capa límite turbulenta. Esto se discutía con mayor frecuencia en relación con las bolas rápidas de dos costuras.

Giro de un lanzamiento sinker desde la perspectiva del receptor, con un eje de giro y una orientación de la costura que probablemente induzcan efectos de estela desplazada por la costura.

Los datos de la MLB sobre el giro y el movimiento de los lanzamientos, que no estaban disponibles en 2019, ahora dejan claro que los efectos de estela desplazada por la costura están presentes en la mayoría de los lanzamientos. Los efectos de las costuras hacen que las bolas rápidas de dos costuras y los cambios de velocidad desarrollen un movimiento adicional hacia el lado del brazo, además de hundirse. Las bolas rápidas de cuatro costuras pueden ganar un recorrido vertical adicional, así como movimiento hacia el lado del guante. Ciertos sliders «barren» (o se mueven hacia el lado del brazo) debido a los efectos de las costuras. Algunos afirman que los lanzamientos SSW ofrecen ventajas en cuanto a los resultados de los bateadores. Una mejor comprensión de la estela desplazada ha llevado a un aumento en el número de lanzadores que lanzan sinkers, que habían estado en declive.

Se pueden encontrar pruebas de lanzamientos con cambio de costura en los lanzadores de las Grandes Ligas comparando el movimiento basado en el giro con el movimiento observado en la tabla de clasificación de giros de la MLB. Si estos dos valores son iguales, no hay estela desplazada por la costura, mientras que las diferencias entre ellos (denominadas desviación) son un signo de estela desplazada por la costura. 
Hay varias explicaciones detalladas sobre cómo funciona la estela desplazada por la costura y qué efecto tiene en los lanzamientos.

## Flujo laminar y turbulencia
En el críquet, el swing bowling es un efecto que se produce cuando la costura hemisférica de la pelota se coloca de tal manera que la capa límite de un lado de la pelota permanece ordenada y estable (es decir, laminar), mientras que el otro lado se vuelve turbulento. La trayectoria de la pelota se desvía hacia el lado turbulento. Alrededor de 2019, muchos intentaron explicar la desviación de las trayectorias de las pelotas de béisbol afirmando que las partes lisas de la pelota provocaban un flujo laminar, mientras que las costuras provocaban un flujo turbulento. Se ha demostrado que, si este fuera el caso en el béisbol, la desviación sería en la dirección opuesta a la observada. El efecto más importante de la costura de la pelota de béisbol es desprender la capa límite del lado en el que se encuentra, lo que provoca una desviación hacia la costura. La razón de la diferencia en el efecto de la costura de una pelota de críquet y la de una pelota de béisbol es doble: 1) La costura de la pelota de béisbol tiene un patrón más complicado que impide en su mayor parte que no haya costura en un lado de la pelota y 2) La costura de la pelota de béisbol tiene más forma de rampa que de una serie de pequeñas protuberancias, como en el caso de la pelota de críquet.

## Ejemplos
A Greg Maddux le dieron una pelota que tenía una marca en un lado. Era conocido por su lanzamiento con dos costuras y la rodilla flexionada; sin embargo, cuando lanzó esta pelota, inclinó la marca hacia el lado izquierdo de la pelota, lo que le dio más movimiento hacia la derecha.
El barrido de Shohei Ohtani fue el más valioso de 2023 según el bWAR y las carreras evitadas. Mostró 3,8 pulgadas más de movimiento que el barrido medio de la liga.
El splinker de Paul Skenes fue el mejor lanzamiento de las Grandes Ligas durante 2024 según el promedio de bateo. Era un sinker con una velocidad de giro inferior a la media y un eje diferente que permitía un movimiento descendente mayor en comparación con el sinker medio.